# Philip Chevron
Philip Chevron, nato Philip Ryan (Dublino, 17 giugno 1957 – Dublino, 8 ottobre 2013), è stato un chitarrista e cantante irlandese conosciuto per aver fatto parte dei Radiators From Space e soprattutto dei The Pogues.

## Biografia
Da giovane si distinse come frontman del gruppo punk rock irlandese Radiators From Space, o The Radiators, con cui raggiunse un buon successo. Successivamente, nel 1984 si unì ai The Pogues, sempre più popolari, e contribuì a suonare, dapprima come sostituto di Jem Finer al banjo e poi come membro fisso della band a partire dal loro secondo album Rum, Sodomy, and the Lash. Divenne così membro stabile e di spicco dei Pogues, componendo diverse canzoni tra cui Thousands Are Sailing per l'album If I Should Fall from Grace with God. Durante questo periodo dichiara la sua omosessualità, vissuta con difficoltà nell'Irlanda degli anni settanta. Lascia i Pogues nel 1994 a causa di problemi di alcol e droga. Si riunisce successivamente alla band, che si era definitivamente sciolta nel 1996, in occasione della prima reunion del 2001 non lasciando più il gruppo fino alla sua morte.
Nel 2006, a distanza di quasi trent'anni dall'ultimo album, pubblica Trouble Pilgrim insieme ai Radiators From Space. Nel 2007 gli viene diagnosticato un cancro all'esofago che lo costringe a interrompere temporaneamente la sua attività. Nel 2008 sembra aver vinto la sua battaglia contro la malattia e ricomincia il proprio lavoro con i Pogues confermandosi un leader carismatico, non secondo a Shane MacGowan. Nel 2012 riprende la sua attività con i Radiators From Space pubblicando l'album Sound City Beat e intraprendendo con loro un tour mondiale che li porterà anche in Giappone. Mantiene comunque attivo il suo impegno con i Pogues.
Durante il concerto per i 30 anni dei Pogues all'Olympia di Parigi dell'11 e 12 settembre 2012, appare debilitato e non si esibisce neanche nella sua Thousands Are Sailing, lasciando dopo tanti anni il compito a Shane MacGowan. Il comportamento dell'artista lascia presagire un ritorno della malattia. I timori dei fan vengono confermati il 15 maggio del 2013 quando Philip Chevron annuncia sul sito ufficiale dei Pogues di aver contratto nuovamente il cancro in una forma inoperabile. In una intervista concessa nel giugno 2013 si descrive come "un Pogue gay, irlandese, cattolico e alcolizzato che sta morendo di cancro", ribadendo ancora una volta con orgoglio la sua omosessualità. Il 24 agosto 2013 viene organizzato un concerto in suo onore presso l'Olympia Theatre di Dublino. Per l'occasione sono invitati personaggi come Joseph O'Connor, Shane MacGowan, Terry Woods e i Radiators From Space. Questo sarà l'ultimo evento ufficiale a cui Philip Chevron parteciperà. Nonostante abbia perso quasi completamente la capacità di parlare interviene fino a una settimana prima della morte nel forum ufficiale dei Pogues rispondendo alle curiosità e alle manifestazioni di affetto dei fan.
Muore la mattina dell'8 ottobre 2013. Sul sito ufficiale il gruppo rilascia un messaggio straziante: "Martedì la notizia della morte di Philip, a seguito di complicazioni dovute al suo cancro alla gola, ci ha colpiti enormemente. A Philip era stata diagnosticata per la prima volta la malattia nel 2006 e dopo un periodo estenuante di chemioterapia, in cui ha combattuto con estrema dignità, forza ed eroismo, aveva dichiarato che il cancro era in remissione. Ma tragicamente, lo scorso agosto, tornò dalla visita dall'oncologo con la straziante notizia che il cancro era tornato e che questa volta era inoperabile. Non ci ha consolati il fatto di aver avuto mesi per prepararci al peggio; quando il peggio è arrivato, ogni tentativo di preparazione che avevamo tentato si è rivelato futile e abbiamo accusato il colpo nel profondo. Il vuoto che la sua morte ha lasciato sarà enorme. Era un collega incredibile e dal talento straordinario, ma prima di tutto era un amico. I nostri pensieri vanno ora ai suoi fan, che lo amavano unanimemente. Ma più di tutti, i nostri pensieri vanno ora alla sua famiglia, a coloro che ha considerato come cari e coloro che lo consideravano caro. Philip ci mancherà tremendamente e sarà sempre nei nostri cuori - The Pogues".

## The Radiators From Space

### Album Studio
- 1977 - TV Tube Heart
- 1979 - Ghostown
- 2006 - Trouble Pilgrim
- 2012 - Sound City Beat

### Live
- 1988 - Dollar for Your Dreams: The Radiators Live!
- 1996 - Alive-Alive-O! Live in London (include tracce inedite)

## The Pogues

### Album Studio
- 1985 - Rum, Sodomy, and the Lash
- 1986 - Poguetry in Motion (EP)
- 1988 - If I Should Fall from Grace with God
- 1988 - Yeah Yeah Yeah Yeah Yeah (EP)
- 1989 - Peace and Love
- 1990 - Hell's Ditch
- 1993 - Waiting for Herb
- 1995 - Pogue Mahone

### Live
- 2002 - Streams of Whiskey
- 2005 - The Ultimate Collection including Live at the Brixton Academy 2001
- 2012 - The Pogues in Paris: 30th Anniversary concert at the Olympia

### Raccolte
- 1991 - The Best of the Pogues
- 1992 - The Rest of the Best
- 2001 - The Very Best of the Pogues
- 2008 - Just Look Them in the Eye and Say...POGUE MAHONE!! (Box Set 5 cd Brani inediti)